# Elsa Cavelti
Elsa Cavelti (Rorschach, 4 maggio 1907 – Basilea, 10 agosto 2001) è stata una cantante lirica svizzera.

## Biografia
Studiò dapprima a Zurigo, poi a Francoforte con Res Fischer e infine a Vienna con Otto Iro. Debuttò nel 1936 allo Stadttheater Kattowitz, per poi passare all'Opera di Francoforte nel 1938. Cantò inoltre all'Oberschlesischen Landestheater di Beuthen dal 1939 al 1942 e all'Opernhaus di Düsseldorf dal 1942 al 1944. Nel 1939 si esibì come ospite alla Semperoper di Dresda.
Nel 1944 tornò in Svizzera, dove cantaò come primo contralto drammatico all'Opernhaus Zürich. Fu Brangäne nel Tristano e Isotta, Fricka ne La Valchiria, Ortrud in Lohengrin e Ottaviano ne Il cavaliere della rosa. Nel 1949 partecipò alla prima di Die schwarze Spinne di Willy Burkhard e si esibì ne L'incoronazione di Poppea, sia al Teatro Olimpico di Vicenza che alla Fenice di Venezia. Fu ospite alla Scala di Milano diverse volte, interpretando Venere nel Tannhäuser di Wagner e il ruolo della protagonista in Giuditta di Honegger. Fu inoltre ospite all'Opera di Stato di Vienna, in Belgio, Francia, Regno Unito, Argentina e Stati Uniti.
Nel 1959 studiò da soprano drammatico. Ai suoi ruoli consueti si aggiunsero quindi quello principale di Fidelio di Beethoven, Brünnhilde ne L'anello del Nibelungo e il Marschallin ne Il cavaliere della rosa. Apparve inoltre al Festival di Bayreuth del 1966 ne Il crepuscolo degli dei di Wagner.
Cavelti fu anche interprete di lied. Nel 1945 cantò nella prima di Weise von Liebe und Tod des Cornets Christoph Rilke di Frank Martin e interpretò diverse canzoni di Othmar Schoeck. Fu inoltre un'influente insegnante di canto accademico: nel 1970 divenne docente alla Musikhochschule di Francoforte e successivamente a Basilea. Tra i suoi studenti figurano Claudia Eder, Eva Lind, Gabriele Schnaut, Ortrun Wenkel e Ruth Ziesak.

## Repertorio
| Ruolo                    | Titolo                    | Autore     |
| ------------------------ | ------------------------- | ---------- |
| Judith                   | Il castello di Barbablù   | Bartók     |
| Leonore                  | Fidelio                   | Beethoven  |
| Marie                    | Wozzeck                   | Berg       |
| Carmen                   | Carmen                    | Bizet      |
| Orfeo                    | Orfeo ed Euridice         | Gluck      |
| Cornelia                 | Giulio Cesare in Egitto   | Händel     |
| Ottavia                  | L'incoronazione di Poppea | Monteverdi |
| Donna Anna               | Don Giovanni              | Mozart     |
| Dorabella                | Così fan tutte            | Mozart     |
| La Zia Principessa       | Suor Angelica             | Puccini    |
| Clitennestra             | Elettra                   | Strauss    |
| La Marescialla Ottaviano | Il cavaliere della rosa   | Strauss    |
| Azucena                  | Il trovatore              | Verdi      |
| Amneris                  | Aida                      | Verdi      |
| Senta                    | Il vascello fantasma      | Wagner     |
| Venere                   | Tannhäuser                | Wagner     |
| Ortrud                   | Lohengrin                 | Wagner     |
| Fricka                   | L'oro del Reno            | Wagner     |
| Brunilde Fricka          | La Valchiria              | Wagner     |
| Brunilde                 | Sigfrido                  | Wagner     |
| Seconda Norna Waltraute  | Il crepuscolo degli dei   | Wagner     |
| Brangania Isotta         | Tristano e Isotta         | Wagner     |